# جون ديفيد فيليبس
جون ديفيد فيليبس (بالإنجليزية: John Phillips)‏ هو كاتب عدل ‏ وقاضي أسترالي، ولد في 1936.